# Moosach (Isar)
Die Moosach ist ein (ursprünglich) knapp 50 km langer linker Nebenfluss der Isar, der zwischen Freising und Moosburg mündet. Er muss jedoch auch als rechter Nebenfluss der Amper gezählt werden, da der kurz vor der Isarmündung abspaltende Mühlbach knapp 30 Prozent des Wassers bei Moosburg in die Amper führt. Der mittlere Jahresabfluss beträgt in Freising knapp 3 m³/s. Orte auf ihrem (ursprünglichen) Lauf sind München, Oberschleißheim, Unterschleißheim, Eching, Neufahrn, Freising und Marzling.

## Quelle und Verlauf bis Freising
Die ursprüngliche Quelle der Moosach befindet sich im Münchener Stadtteil Moosach und ihr alter Verlauf trägt nun den Namen Feldmochinger Mühlbach. Dieser mündet heute in München-Feldmoching in den Würmkanal, der zusammen mit dem Isar-Garchinger-Kanal die Kanäle im Schlosspark Oberschleißheim mit Wasser versorgt (Nordmünchner Kanalsystem). Hier befindet sich auch der neue Ursprung der Moosach, die hier zunächst als Berglbach ausgeleitet wird. Dieser durchquert Oberschleißheim im Osten, wendet sich danach nach Westen und unterquert die Bahnstrecke München–Landshut. Im Norden von Unterschleißheim unterquert er die A 92. Spätestens hier im Inhauser Moos heißt das Gewässer wieder Moosach. Diese verläuft parallel zur A 92, bevor sie sich auf Höhe Neufahrn nach Norden wendet und Massenhausen durchquert. Bis Freising fließt die Moosach dann durch das Freisinger Moos.

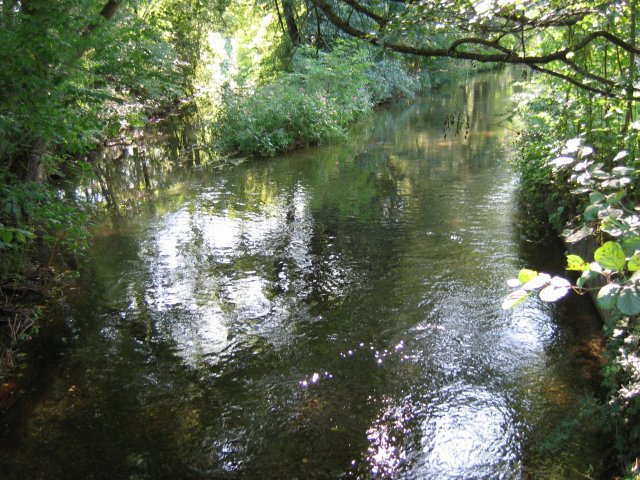
Zusammenfluss von Würmkanal und Feldmochinger Mühlbach
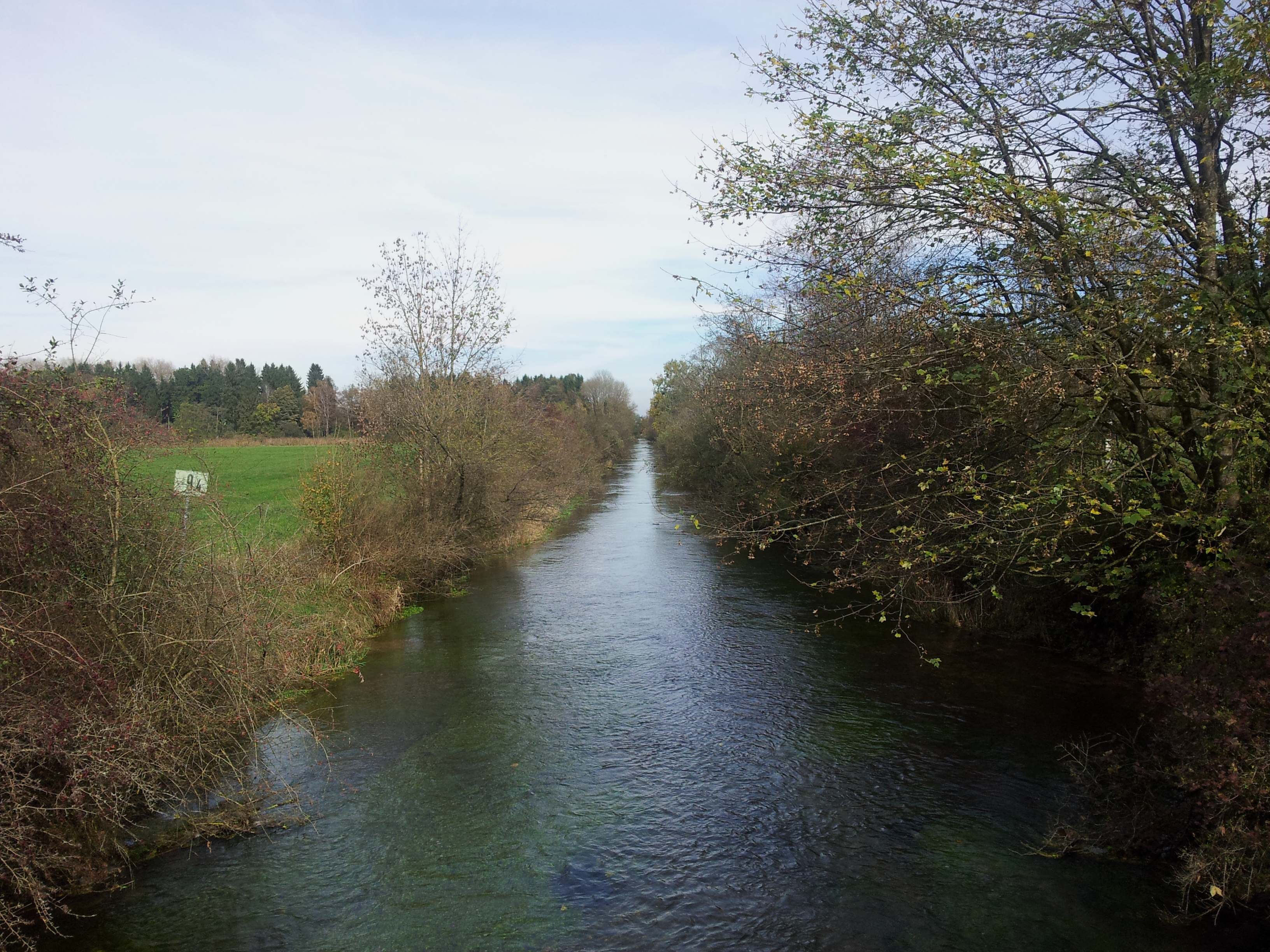
Moosach im Freisinger Moos
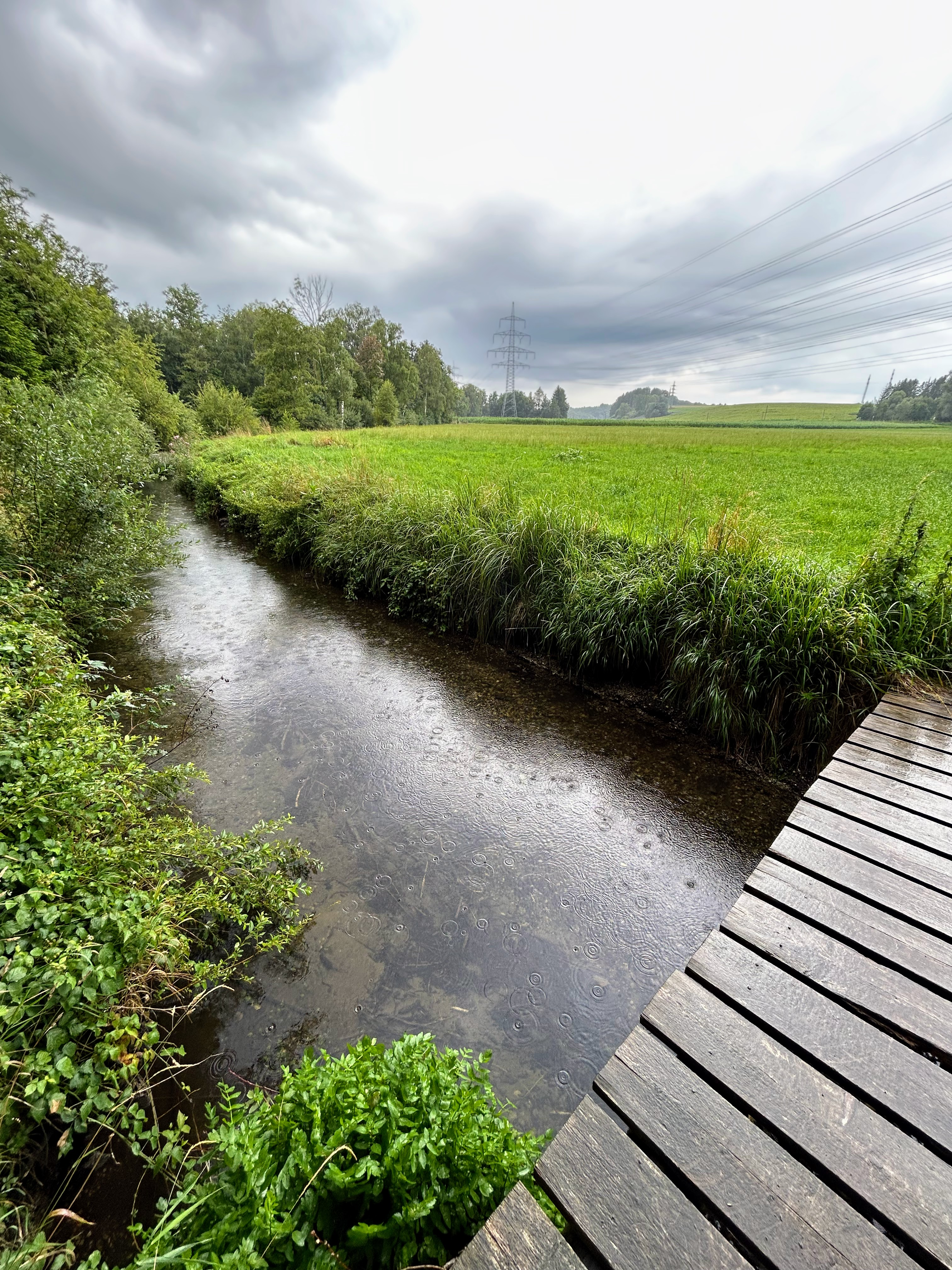
Zufluss Massovkanal im Inhauser Moos

## Verlauf im Stadtgebiet Freising
In Freising verläuft die Moosach in mehreren Armen. Von Westen her kommend zweigt unterhalb von Weihenstephan zuerst die Stadtmoosach ab, die als einzige die Altstadt nördlich des Dombergs durchquert. Bis um das Jahr 1880 verlief dieser Arm offen durch die Obere Hauptstraße, danach wurde er dort überdeckt und es entstand ein langgezogener Platz. Ab 2020 liefen im Rahmen der Innenstadt-Neugestaltung die Arbeiten um die Moosach in diesem Bereich teilweise wieder zu öffnen. Die Fertigstellung erfolgte im Jahr 2022. Auf dem restlichen Stück durch die Altstadt und durch den Stadtteil Neustift ist der Arm größtenteils kanalisiert.
Der Arm südlich des Dombergs teilt sich in Wörthmoosach und den Hauptarm. Von Letzterem zweigt dann die Schleifermoosach ab. Die Wörthmoosach trifft schon auf Höhe der Bahnhofstraße wieder auf den Hauptarm. Dort steht auch der Mohrenbrunnen und die Altöttinger Kapelle. Am östlichen Stadtrand mündet auch die Stadtmoosach wieder in den Hauptarm, während die Schleifermoosach erst in den Isarauen auf Höhe Marzling auf diesen trifft.
Im westlichen Stadtgebiet sind die einzelnen Arme durch mehrere Wehre und kurze Kanäle miteinander verbunden. So gibt es unter anderem an der Karlwirtkreuzung eine direkte Ableitung von der Stadtmoosach in die Schleifermoosach, um die Altstadt vor dem Hochwasser des Wippenhauser und des Thalhauser Grabens zu schützen. Außerdem dienten die Verbindungen zur Wasserstandsregelung der zahlreichen Freisinger Mühlen.
Im Bereich Vötting wird die Moosach vom Tunnel Vötting der im Januar 2022 eröffneten Westtangente Freising unterquert.

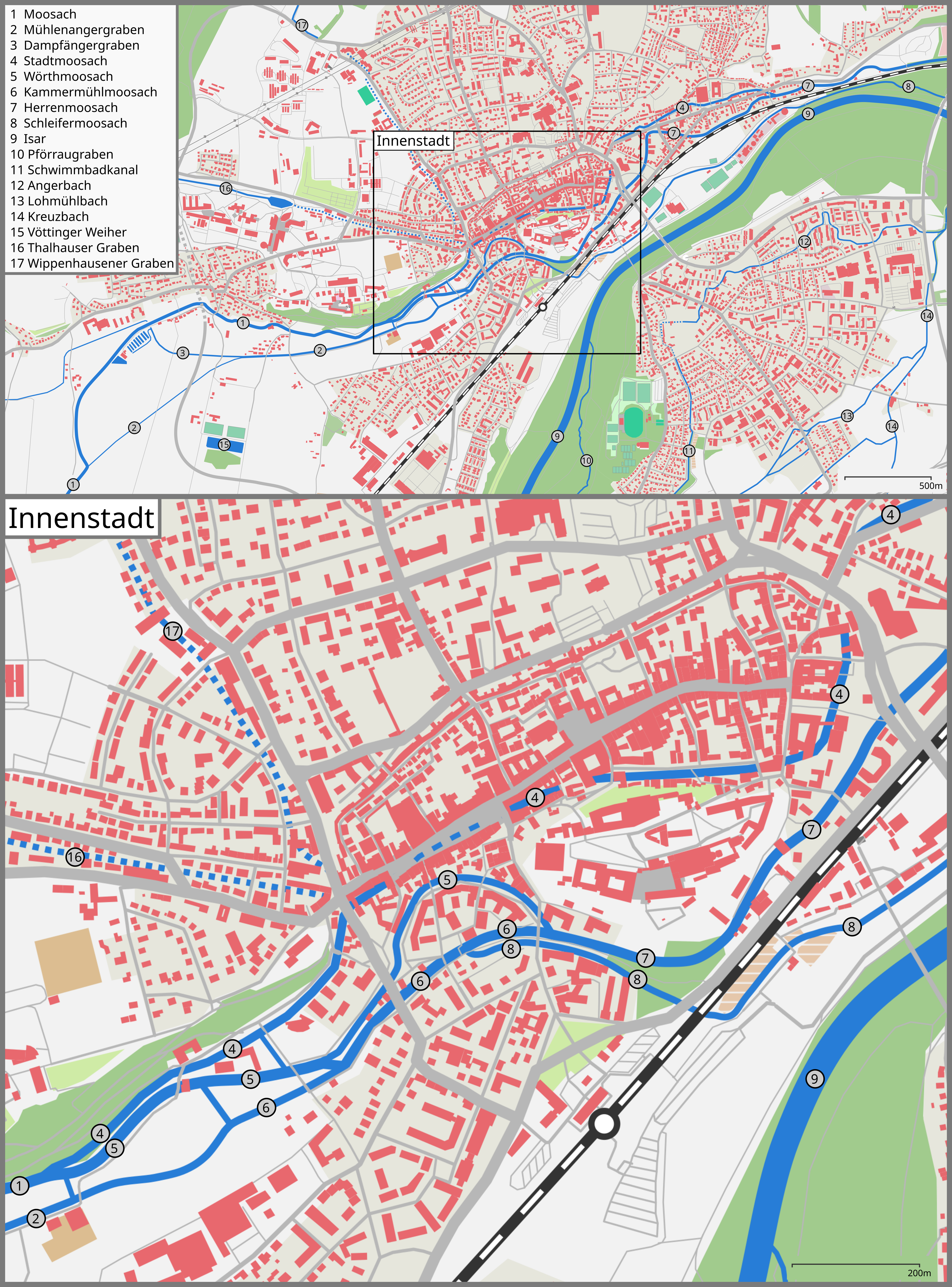
Arme der Moosach in Freising. Verlauf von West nach Ost. In Verbindungskanälen von Nord nach Süd
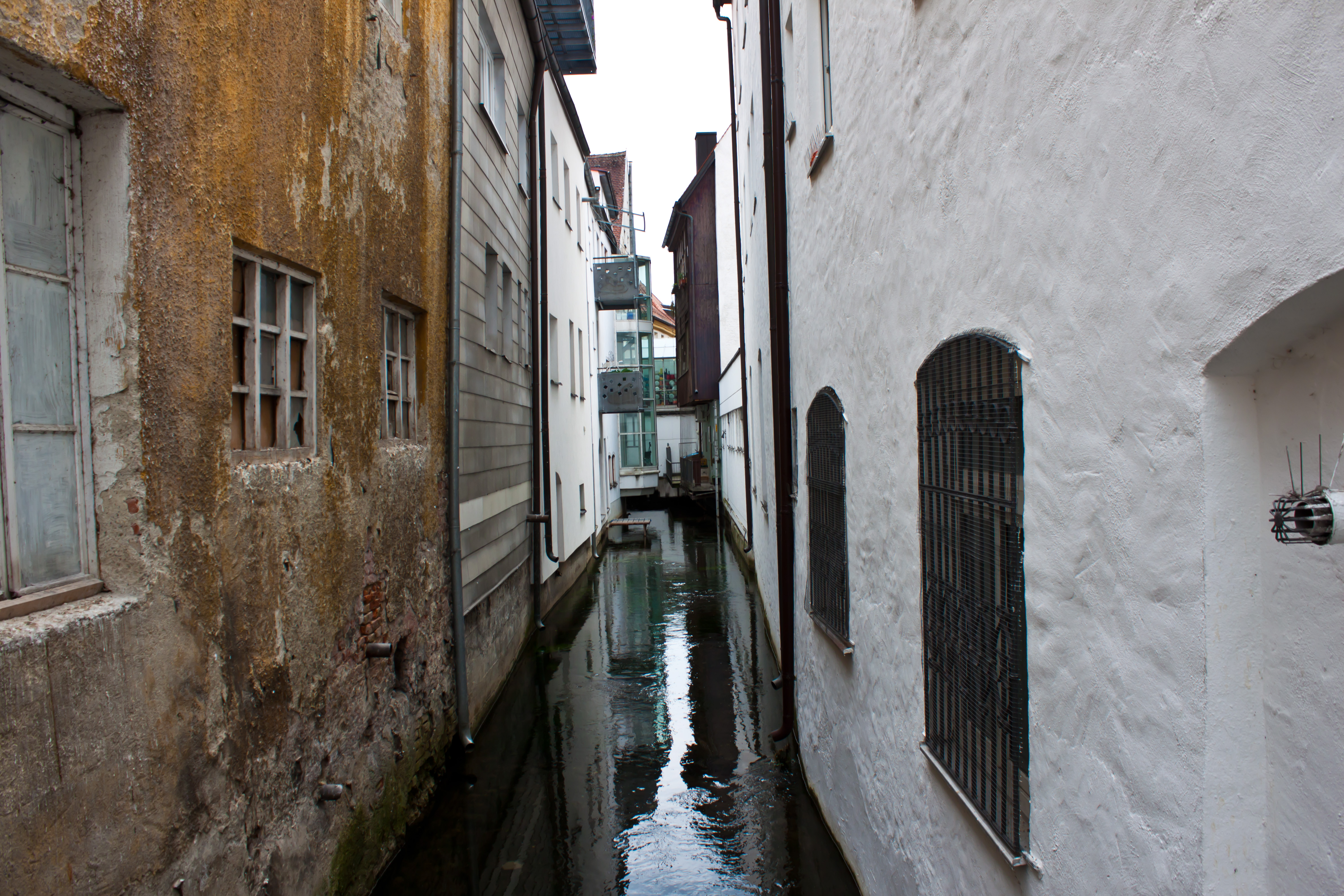
Stadtmoosach nahe dem Marienplatz
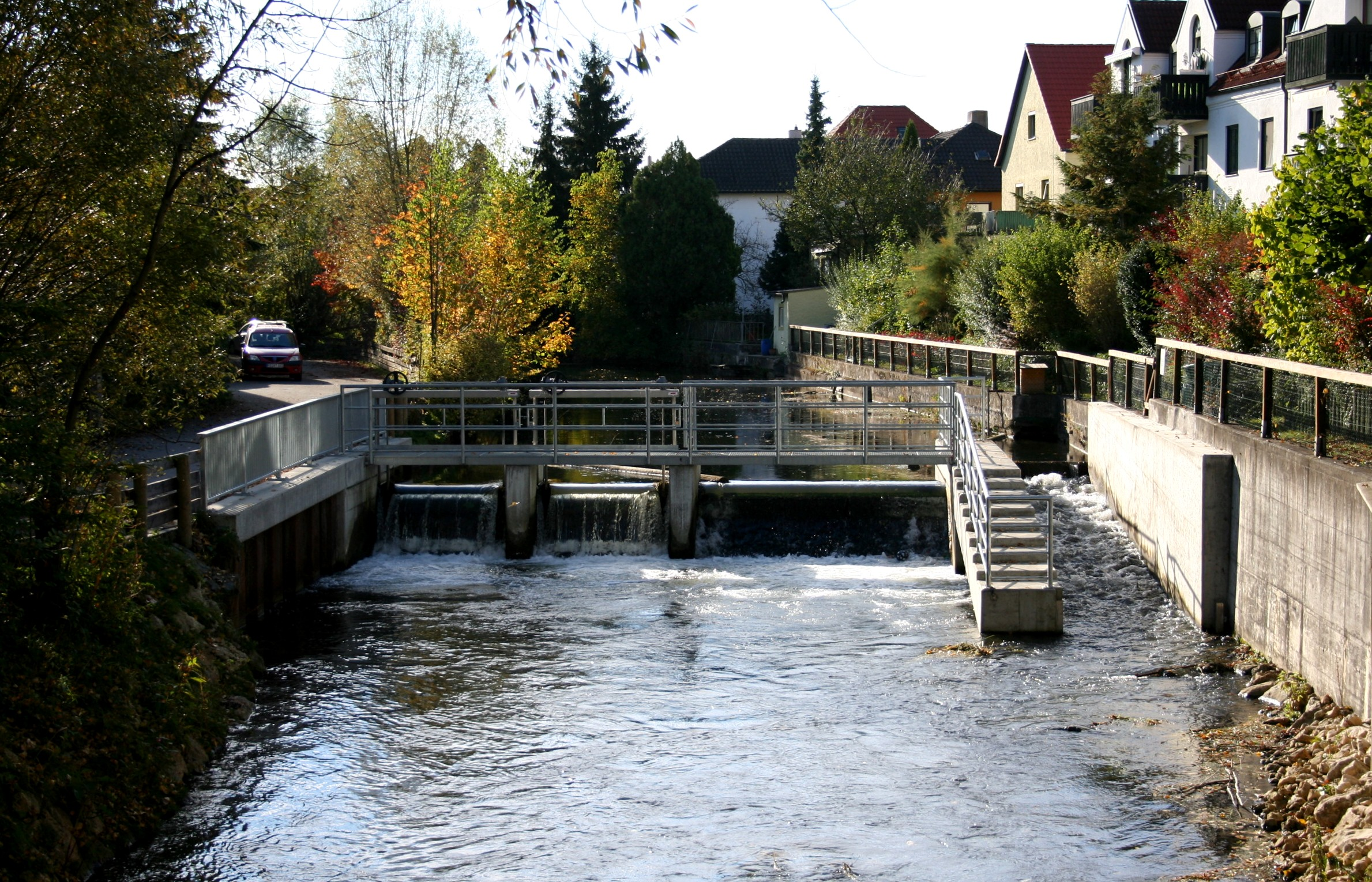
Moosach in Neustift
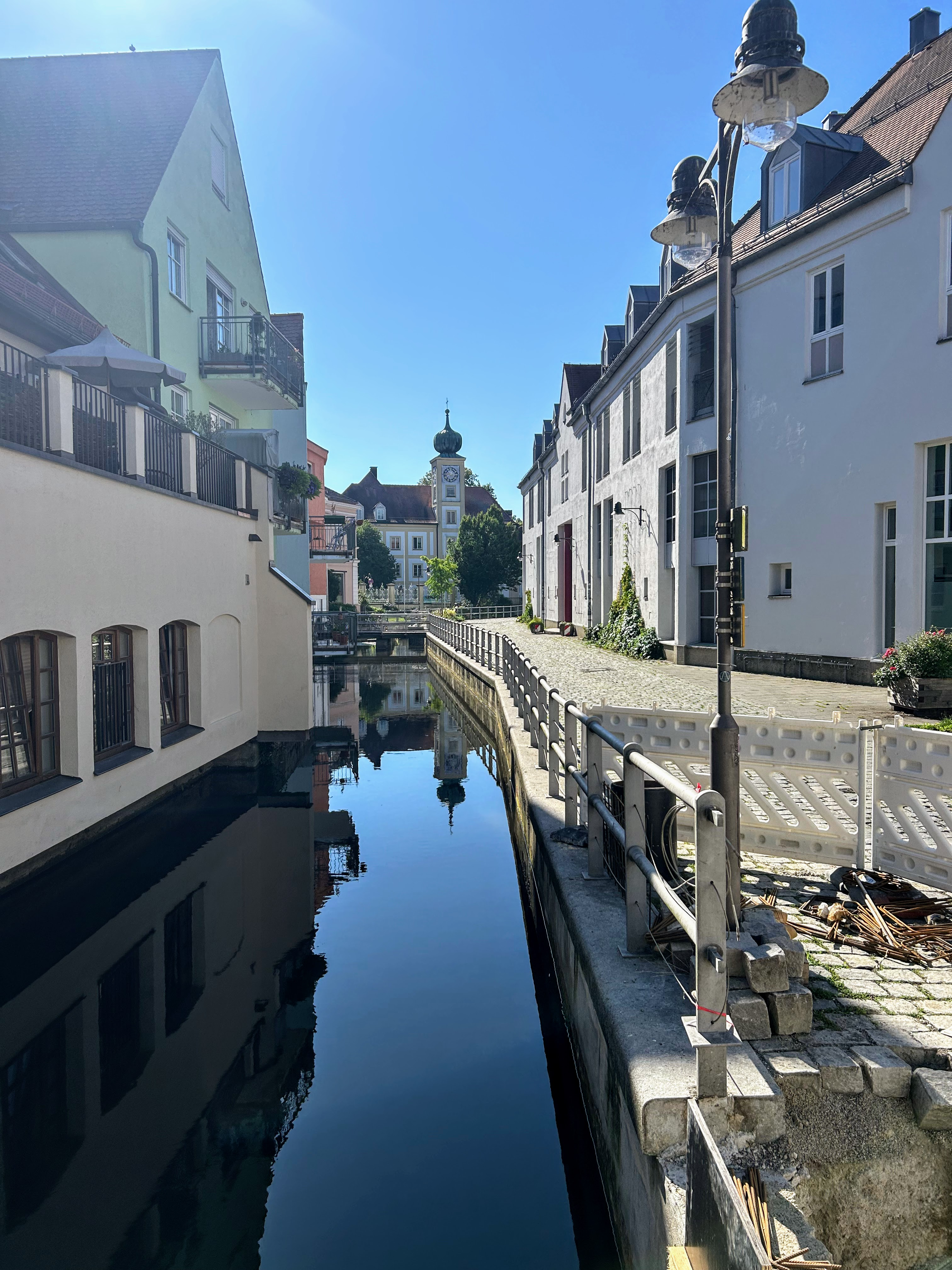
Wörthmoosach

## Mündung
Auf den letzten Kilometern verläuft der Fluss, teilweise nur durch einen Radweg von der Isar getrennt, durch die Isarauen. Kurz vor der Mündung zweigt sich der Fluss bei Oberhummel erneut auf. Der Hauptarm mündet direkt bei der Brücke zwischen Oberhummel und Gaden in die Isar (⊙), während das restliche Wasser als Mühlbach weiter nach Moosburg fließt und dort in die Amper mündet.

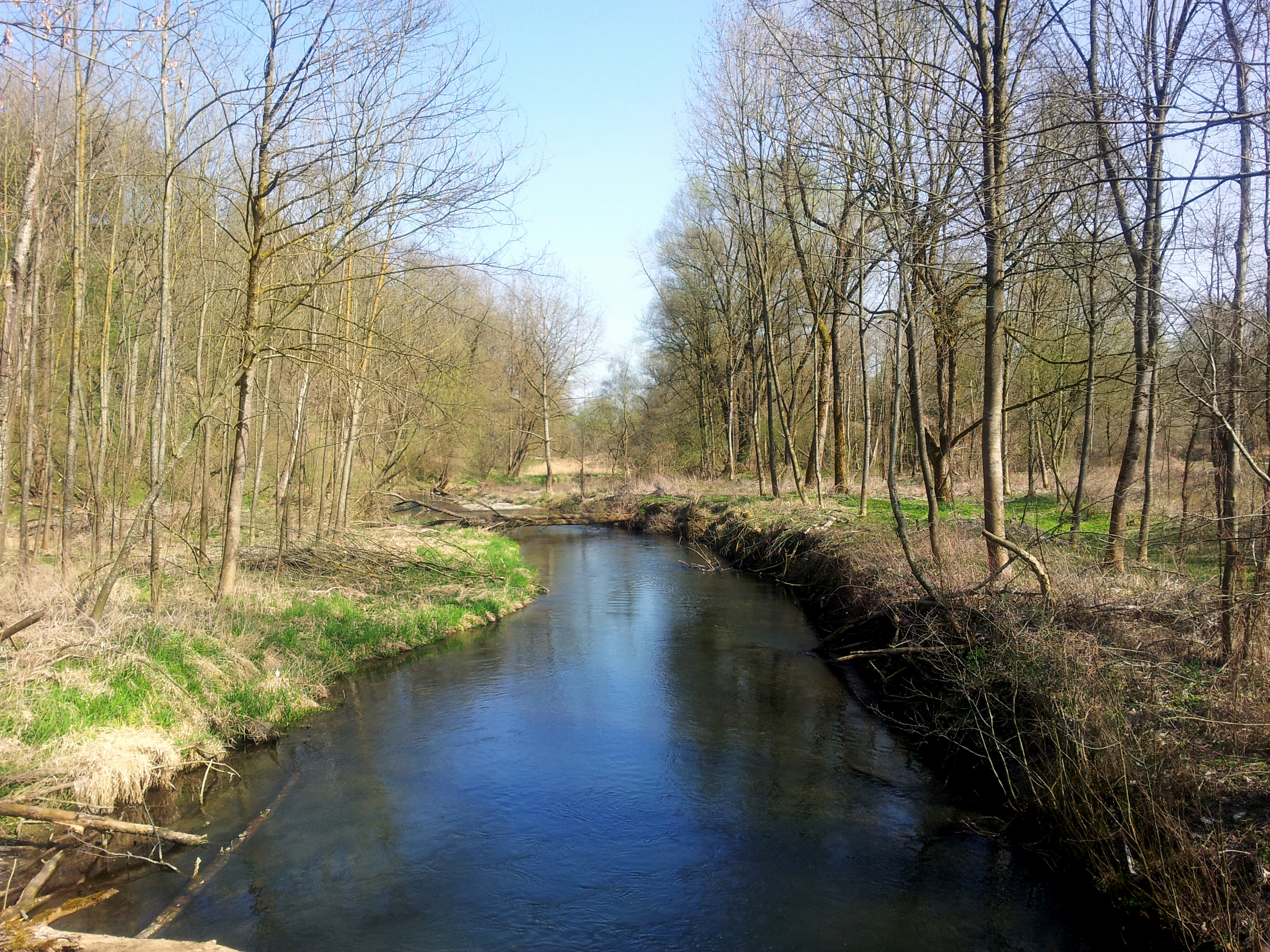
Moosach bei Rudlfing
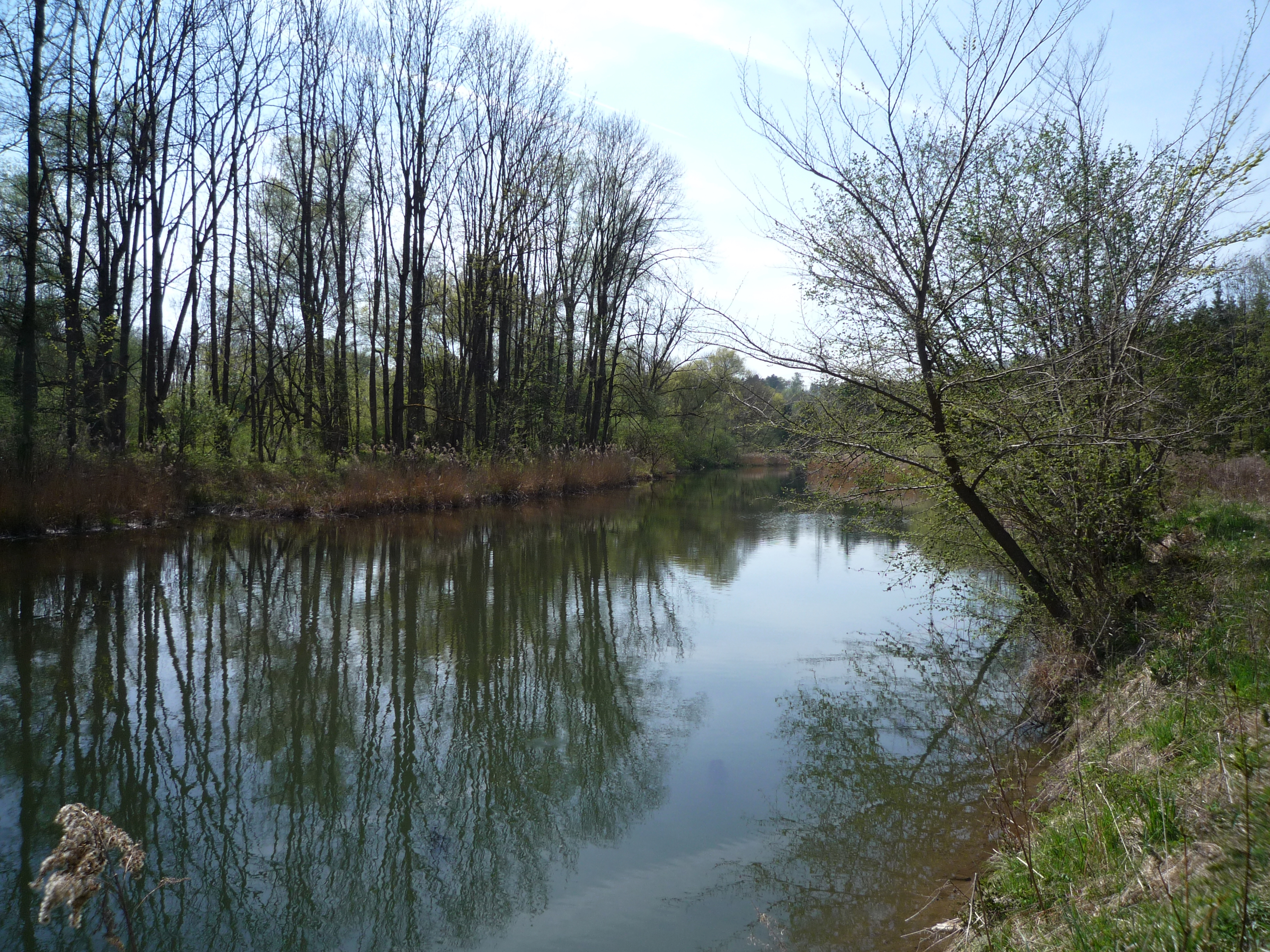
Moosach nahe der Mündung in die Isar
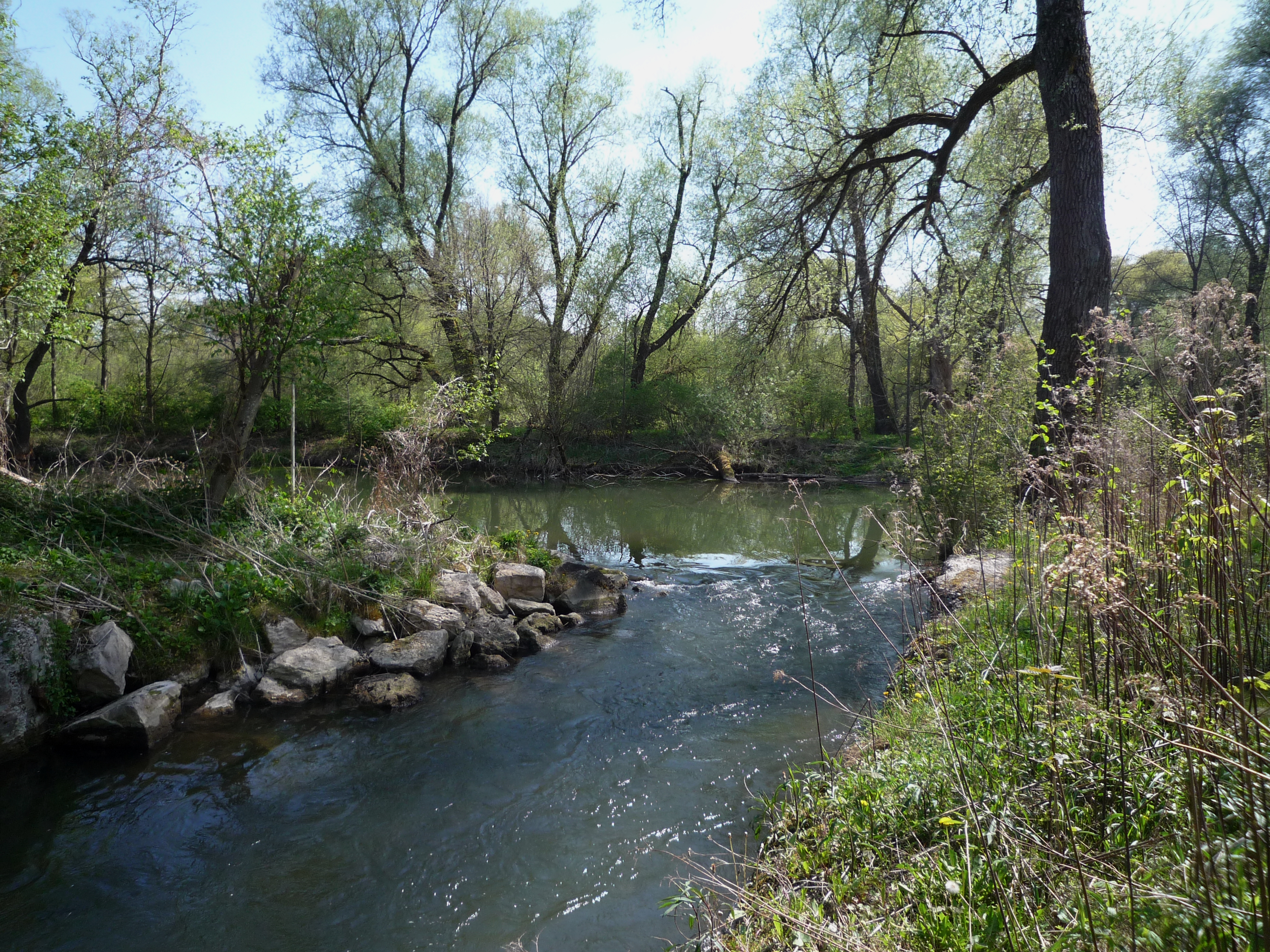
Ausleitung des Mühlbachs

## Verunreinigung
2019 wurde bekannt, dass Fische in der Moosach bei Freising mit Malachitgrün belastet sind. Da die Fische in der Moosach auch mit Perfluoroctansulfonsäure (PFOS) belastet sind, warnte die Behörde vor dem häufigen Verzehr.